# Боскето (Торино)
Боскето је насеље у Италији у округу Торино, региону Пијемонт.
Према процени из 2011. у насељу је живело 534 становника. Насеље се налази на надморској висини од 214 м.